# Masudijja
Masudijja (arab. مسعودية) – miejscowość w Syrii, w muhafazie Hims. W 2004 roku liczyła 1755 mieszkańców.